# Agrypnus sinuatus
Agrypnus sinuatus là một loài bọ cánh cứng trong họ Elateridae. Candèze là người đầu tiên mô tả loài này theo phương pháp khoa học vào năm 1857.